# Ківіно (округ)
Шаблон:StateAbbr_ 47°29′ пн. ш. 88°10′ зх. д. / 47.48° пн. ш. 88.16° зх. д.
Округ Ківіно (англ. Keweenaw County) — округ (графство) у штаті Мічиган, США. Ідентифікатор округу 26083.

## Історія
Округ утворений 1861 року.

## Демографія
За даними перепису 
2000 року 
загальне населення округу становило 2301 осіб, усе сільське.
Серед мешканців округу чоловіків було 1238, а жінок — 1063. В окрузі було 998 домогосподарств, 605 родин, які мешкали в 2327 будинках.
Середній розмір родини становив 2,76.
Віковий розподіл населення поданий у таблиці:
| Стать    | До 15 років | 15-21 | 22-29 | 30-39 | 40-49 | 50-65 | 65-85 | Понад 85 |
| -------- | ----------- | ----- | ----- | ----- | ----- | ----- | ----- | -------- |
| Чоловіки | 187         | 209   | 73    | 124   | 152   | 273   | 202   | 18       |
| Жінки    | 155         | 66    | 70    | 117   | 174   | 233   | 215   | 33       |

## Суміжні округи
- Тандер-Бей — північ
- Алджер — схід
- Маркетт — південний схід
- Гаутон — південь
- Онтонагон — південний захід
- Кук, Міннесота — північний захід

## Виноски
1. ↑  United States Census Bureau. US Decennial Census. United States Census Bureau. Архів оригіналу за 26 квітня 2015. Процитовано 26 вересня 2014.
2. ↑  University of Virginia Library. Historical Census Browser. University of Virginia Library. Архів оригіналу за 11 серпня 2012. Процитовано 26 вересня 2014.
3. ↑  United States Census Bureau. Population of Counties by Decennial Census: 1900 to 1990. United States Census Bureau. Архів оригіналу за 15 лютого 2015. Процитовано 26 вересня 2014.
4. ↑  United States Census Bureau. Census 2000 PHC-T-4. Ranking Tables for Counties: 1990 and 2000 (PDF). United States Census Bureau. Архів (PDF) оригіналу за 18 грудня 2014. Процитовано 26 вересня 2014.
5. ↑  Бюро перепису населення США. State & County QuickFacts. United States Census Bureau. Архів оригіналу за 6 червня 2011. Процитовано 28 серпня 2013.(англ.) Наведено за англійською вікіпедією.
6. ↑  American FactFinder. Бюро перепису населення США. Архів оригіналу за 29 липня 2011. Процитовано 31 січня 2008.

| США | Це незавершена стаття з географії США. Ви можете допомогти проєкту, виправивши або дописавши її. |